# Loving (Nou Mèxic)
Loving és una població dels Estats Units a l'estat de Nou Mèxic. Segons el cens del 2000 tenia 1.326 habitants.

## Demografia
Segons el cens del 2000, Loving tenia 1.326 habitants, 441 habitatges, i 339 famílies. La densitat de població era de 453,1 habitants per km².
Dels 441 habitatges en un 43,1% hi vivien nens de menys de 18 anys, en un 58,5% hi vivien parelles casades, en un 12% dones solteres, i en un 23,1% no eren unitats familiars. En el 21,5% dels habitatges hi vivien persones soles el 10% de les quals corresponia a persones de 65 anys o més que vivien soles. El nombre mitjà de persones vivint en cada habitatge era de 3,01 i el nombre mitjà de persones que vivien en cada família era de 3,49.
Per edats la població es repartia de la següent manera: un 34,6% tenia menys de 18 anys, un 8,1% entre 18 i 24, un 26,1% entre 25 i 44, un 19,3% de 45 a 60 i un 11,8% 65 anys o més.
L'edat mediana era de 31 anys. Per cada 100 dones de 18 o més anys hi havia 105 homes.
La renda mediana per habitatge era de 22.414 $ i la renda mediana per família de 25.132 $. Els homes tenien una renda mediana de 25.000 $ mentre que les dones 16.250 $. La renda per capita de la població era de 10.715 $. Aproximadament el 23,5% de les famílies i el 24% de la població estaven per davall del llindar de pobresa.

## Poblacions més properes
El següent diagrama mostra les poblacions més properes.